# Hadad

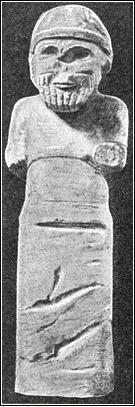
Hadad

Haddad - בעל הדד - حداد (Ugaritisch Haddu) of Hadad was in de Kanaänitische mythologie een belangrijke Noordwest-Semitische stormgod, naamgenoot van de gelijkaardige Akkadische god Adad. Hadad wordt vaak gewoon als Baäl (Heer) aangeduid, maar deze titel wordt ook voor andere goden gebruikt. Hadad stond gelijk met de Anatolische stormgod Teshub, de Egyptische god Seth, de Griekse god Zeus, en de Romeinse god Jupiter.
Hadad is de heer van de hemel die alles regelt, over de regen heerst en bijgevolg over het kiemen van planten. Hij is beschermer van leven en groei bij de landbouwers van de streek. Zijn afwezigheid veroorzaakt droogte, hongersnood, dood en chaos.
Hij wordt vaak de zoon van Dagon genoemd. Verder zijn er enkele referenties naar El, maar dat is een erkenning van de status van El als algod over alle goden. Zo was hij als Baäl van Ugarit uitgegroeid tot de machtigste in het gebied, maar bleef onder El. Baäl/Haddad is zelf de vader van drie godinnen, namelijk Pidray 'Schijnend', Tallay 'Regenend', en Arṣay 'Aards'. Er wordt geen moeder genoemd. Maar de moeder zou Ashtart kunnen zijn, die ook ‘Athtart-naam-van-Baäl' wordt genoemd. De goddelijke "Maagd" Anat in deze teksten is Baäls zuster-minnares.
Baäl houdt verblijf op de berg Ṣapan, die in de Bijbel de berg Zephon wordt genoemd, op de noordkust van Syrië gelegen. In het Hettitisch wordt hij Hazzi genoemd, in het Latijn Mons Casius (vandaag heet deze berg Jebel al-Aqra). Hij is 1780 meter hoog, slechts 15 km ten noorden van Ugarit gelegen en duidelijk zichtbaar vanuit de stad.